# Distretto di Fen River
Il distretto di Fen River è un distretto della Liberia facente parte della contea di River Cess.